# Ixtlahuaca de Rayón
Ixtlahuaca de Rayón es una localidad mexicana, cabecera del municipio de Ixtlahuaca, en el Estado de México; Cuna de cristal y ubicada en el centro del municipio. Fue una localidad otomí y mazahua. Actualmente es una ciudad en crecimiento y centro importante de comercio en el norte del estado, entre Toluca de Lerdo y Atlacomulco de Fabela.
También destaca como una ciudad con mucha historia por ser cuna de personajes como el General Manuel Mondragón creador del fusil del mismo nombre y eventos históricos como la batalla de Ixtlahuaca de 1858 entre liberales y conservadores.

## Toponimia
El municipio lleva el nombre de Ixtlahuaca, municipio conformado una vez iniciada la congregación española en el Estado de México a inicios del periodo colonial, anteriormente parte de la provincia de mazahuacan y del señorío de xocotitlan.
Por distintos tipos de medios. Ixtlahuaca de Rayón, por decreto número 45 de 14 de noviembre de 1861 del Congreso del Estado de México, por el cual se le dio el título de Villa de Ixtlahuaca de Rayón, en homenaje al héroe insurgente Francisco López Rayón que fue pasado por las armas en el costado sur del palacio municipal por las fuerzas realistas.[cita requerida]
Ixtlahuaca, voz náhuatl que significa "Llanura, tierra llana despoblada de árboles". 1/ Se encuentra escrita en diversas formas: Ixtlahuaca, Ixtlahuatl, Ixtlahuacan, Yslaguaca, Ystlaguaca, Yslavaca, etcétera.[cita requerida]
En los códices y relaciones antiguos, no se encuentra el topónimo propio de Ixtlahuaca, ni del original mazahua: J'apui, ya que la cabecera municipal fue fundación netamente hispana dada la zona llana más al estilo peninsular, distinto a los pueblos en lomerios que acostumbraban los mazahuas. Aun así se encuentran 2 referencias posiblemente cercanas en el códice mexica la matrícula de tributos, la localidad de Xocotitlan y probablemente el pueblo de San Lorenzo Toxico (tojico).[cita requerida]
Los conquistadores mexicas al responder a los españoles sobre algún nombre de lugar específico, mencionaban lo que veian de primera vista, aquí encontraron una extensa llanura y le aplicaron el nombre de Ixtlahuaca, que en escritura jeroglífica, por su orografía, se representa con el tlalli, un rectángulo con dibujos que semejan pequeñas herraduras o C. en el centro, con colores café ocre, rojizo, amarillo y azul muy leve, sin ningún otro elemento gráfico, sólo unas pequeñas rayitas en la parte superior e inferior y significa: "llanura o tierra despoblada sin árboles".[cita requerida]
Mario Colín Sánchez, tal vez influenciado por la etimología de Olaguíbel o por los datos de Lázaro Manuel Muñoz, ideó como proyecto de interpretación el tlalli con ojos solares y sobre él una pequeña base.[cita requerida]
Lázaro Manuel Muñoz presenta, en su obra Jeroglíficos y etimologías de nombres aztecas, principalmente de las cabeceras municipales por orden de distritos, el rectángulo tlalli, con ojos, sobre él una pequeña base, sin dar ninguna fuente de investigación, con toda seguridad lo que hizo fue utilizar el glifo de Calixtlahuaca, quitándole las casa, dejando la base y el tlalli (rectángulo) con los ojos, que en este caso la descripción la da, como: "casas que ven a la llanura". Más bien debe interpretarse como: "Casas en la llanura", según la siguiente aclaración: callis "casas", bajo estas una pequeña base, que en náhuatl es el locativo Co: "en los ojos", en esa forma la cultura náhuatl representaba las estrellas; Ixtlahuaca con el tlalli; significa llanura, tierra desierta, superficie en donde se ven las estrellas o bajo las estrellas.[cita requerida]
Como el nombre de Ixtlahuaca o "llanura", es genérico y se encuentran muchos en el país, para diferenciarlo y ubicarlo, se le agregaba el señorío al que pertenecía como: Ixtlahuaca Tepoxotlán: llanura de Tepozotlán; Ixtlahuaca Zacatepec: llanura de Zacarepec; así Ixtlahuaca Mazahuacán: llanura de la zona mazahua.[cita requerida]
El municipio ha adoptado el jeroglífico de Ixtlahuaca, como el tlalli, con los ojos solares, aunque estilizado, sin los puntos, ni las C, y las pequeñas rayitas sobre éstas, colocando imaginariamente, dos, tres y tres rayas, verticales en las orillas y en el centro de los ojos y sobre el tlalli, un pequeño rectángulo, sin ningún fundamento, por lo que, de acuerdo a lo antes expuesto, el jeroglífico debe ser el tlalli con las C. y las pequeñas rayitas.[cita requerida]

## Historia

### Antecedentes prehispánicos
En la época pehispánica Ixtlahuaca era una zona pertenecientes al señorío de Jocotitlán, su nombre original mazahua es: J'APUI. La teoría antropologica más aceptada actualmente es que los mazahuas son al igual que los otomies de los pueblos más antiguos del altiplano mexicano, posiblemente descendientes del primer grupo fundador de Teotihuacán, aunque posteriormente el grupo otopame se dividió linguisticamente cercano al 900 d.c. Aunque posteriormente pudieron mezclarse con grupos de origen chichimeca. Los Anales de Cuautitlán nos hablan de una incursión sucedida en el año de 538 d. C., en esta venían cinco tribus, cuyos jefes, según Ixtlixóchitl, eran: Ehécatl, Coahuatzon, Mazacohuatl, Otzxiucóatl, Tlalpanhuitz. 3 Payón, escribe: "Entendemos que el tercero de ellos, que puede identificarse, era el jefe de los mazahuas. 4 El mismo autor afirma que los mazahuas ocuparon este valle, al mismo tiempo que los matlatzincas hacían lo propio en el Valle de Toluca. Se asentaron en las faldas del Xocotepetl.

El nombre náhuatl mazahua, se compone de mazatl: "venado"; huac: "posesivo", lo que significa "poseedores de venados o gente de venados". Este nombre, según fray Bernardino de Sahagún, se atribuye a su caudillo Mazatecutli. 5 El mismo nos dice: "Los mazacaques son diferentes de los otros tres, aunque están y viven en una comarca de Toluca y está poblado en el pueblo de Xocotitlán y su lenguaje es diferente... son dos mucho (más apegados) al trabajo de labrar sementeras... Hace en su tierra grandísimos fríos porque están poblados debajo de una sierra nevada a la cual llaman Xocotepetl..." 6 En un principio eran nómadas muy poco gozaron de cierta libertad, ya que fueron dominados por los toltecas, los chichimecas y los aztecas. El antiguo territorio mazahua, con breves diferencias, parece ser el mismo que actualmente ocupan. El rincón de este grupo se encuentra al noroeste del Estado de México. Son mazahuas los municipios de Ixtlahuaca, El Oro, Valle de Bravo, Villa Victoria, Almoloya de Juárez, San Felipe del Progreso, Atlacomulco, Jocotitlán, Villa de Allende, Donato Guerra (San José y la Asunción Malacatepec), Ixtapan de El Oro, dentro de algunos de estos municipios se encuentran grupos otomíes, matlatzincas y mexicanos. También al oriente, en Michoacán, se encuentran mezclados con los tarascos; hay mazahuas en Ciudad Hidalgo (Taximaroo), Tuzantlan, Irimbo, Ucareo, Maravatío, Angangueo, Ocampo y Tlapujahua, Susupuato y Zitácuaro. 7 Con el contacto con los grupos dominadores pasaron a ser sedentarios, imponiéndoles sus deidades y costumbres. Gobernaba Moctezuma II estas tierras cuando hicieron su aparición los españoles en las costas de Veracruz, en el año de 1519.[cita requerida]

### Llegada de Hernán Cortés y caída de Tenochtitlan
Hernán Cortés conquista el territorio mexica y, después de la caída de la gran Tenochtitlan, el 13 de agosto de 1521, siguió la conquista de pequeños y grandes reinos indígenas del sur, occidente norte de México, consolidando el poder de la Corona española sobre los territorios dominados. Los mazahuas, los matlatzincas y los otomíes fueron sometidos a la corona española en el mismo año de 1521, por el ejército español al mando de Gonzalo de Sandoval, sin poner resistencia. Se repartieron y titularon tierras a los soldados en esta zona, por decisión de los conquistadores, como recompensa por sus servicios prestados durante la conquista, rectificadas por ordenanzas y sujetas a la real cédula de 1520.[cita requerida]
Posteriormente, recibieron mercedes de tierras varios españoles, entre ellos hubo algunos hombres importantes como don Alfonso de Villaseca, Juan de Cuevas, Juan de Burgos, Antón de Carmona, Pedro del Golfo, Antonio de Ávalos y los Varas y Valdés. Ixtlahuaca es dada en Encomienda por Hernán Cortés a Juan de la Torre hasta 1535. Los españoles dan a Ixtlahuaca la categoría de cabecera de la vasta zona mazahua, designan a Metepec como corregimiento y a Ixtlahuaca como Alcaldía Mayor del mismo, teniendo como sujetos a Temoaya, Jiquipilco, Jocotitlán, Atlacomulco y Temascalcingo. Ixtlahuaca era el paso obligado hacia Michoacán, Jalisco y Colima, por él pasaron los españoles en varias ocasiones. El cura de Ixtlahuaca, Juan de Venegas, en 1569 formula el primer censo remitido al Arzobispado de México, de la cabecera, barrios y estancias. En el año de 1693 se forman las congregaciones y se fundan los pueblos, ya antes en 1552 el virrey Luis de Velasco le había dado la categoría de pueblo, con el nombre propio de Ixtlahuaca, haciendo entrega de este nuevo pueblo a sus fundadores.[cita requerida]

### Evangelización
Parte muy importante de la colonización española fue la evangelización, es posible que los frailes que acompañaban a los españoles en sus conquistas, al pasar por Ixtlahuaca comenzaran su labor apostólica, antes de que se construyeran los monasterios franciscanos en Metepec, Toluca y Jilotepec. En 1545, al erigirse al Arzobispado de México, Ixtlahuaca quedó como curato de primera clase, dependiendo de la parroquia de Tlalchichilpan, el curato no se construyó en el J'apui original, sino 4 kilómetros al poniente (en donde se encuentra actualmente), con el propósito de hacer más corto el camino trazado, iniciándose la construcción de casas alrededor del cuarto, el cual seguramente al bendecirse el 17 de septiembre de 1552, el virrey Luis de Velasco le da la categoría de pueblo, como se cita; respecto a la fundación de este pueblo colonial, los datos se encuentran en el documento Geografía y Estadística del Estado de México, editada en 1889.[cita requerida]

### SigloXVIII
En enero de 1711 se hace cargo de la parroquia el Bachiller Andrés de Salvatierra, a partir de ese año inició la construcción de la actual parroquia, la sacristía y la casa cural, terminando las obras en 1735 con su propio pecunio. El territorio de Ixtlahuaca, tanto civil como eclesiástico, era muy extenso en ese tiempo, al correr de los años se fue reduciendo, segregándole una parte para la formación del arzobispado y estado de Michoacán, otro para los municipios de San Felipe del Obraje, Atlacomulco, Temascalcingo y El Oro.[cita requerida]

### SigloXIXy Constitución de Cádiz
Una de las fechas más notable y recordadas de la lucha independiente, es para los habitantes de Ixtlahuaca, la del paso de don Miguel Hidalgo y Costilla, con su ejército insurgente, el 27 de octubre de 1810, cuando marchaba hacia el Monte de las Cruces, hospedándose en este lugar. Un suceso desagradable para él, fue el que el cura de Jocotitlán, José Ignacio Muñiz, le hiciera entrega de los edictos de ex-comunión en esta población. Durante la época independiente, el 1 de diciembre de 1815, don Francisco López Rayón es hecho prisionero por el teniente realista Tomás Suaro, en un camino del Real de El Oro, y es trasladado a Ixtlahuaca por el jefe realista Matías Aguirre. Duró su cautiverio cincuenta días y el 20 de enero de 1816 fue pasado por las armas en la esquina sur del actual palacio municipal. Como homenaje a este héroe El H. Congreso del Estado de México, por decreto número 45 de noviembre de 1861, dio a Ixtlahuaca el título de Villa de Ixtlahuaca de Rayón.[cita requerida]
Por decreto del 16 de mayo de 1820, se dio cumplimiento, en el partido de Ixtlahuaca, a la publicación y juramento de la Constitución de Cádiz de 1812, así como la elección e integración del ayuntamiento. Se localizó en el Archivo Histórico Municipal de Jocotitlán la documentación correspondiente. El 9 de febrero de 1825, el H. Congreso Constituyente del Estado, por decreto 36, fijó las bases para su organización, autorizando a los Prefectos el establecimiento de ayuntamientos. Según la relación formulada, por disposiciones contenidas en el decreto de 16 de diciembre de 1825, incluida en la memoria que el gobernador Melchor Muzquiz rinde al Congreso, el 15 de febrero de 1826, aparece en la Prefectura de Toluca la cabecera de Partido de Ixtlahuaca, con los municipios que le pertenecen y sus respectivos ayuntamientos: Atlacomulco, Ixtlahuaca, Xocotitlán, Xiquipilco, San Felipe del Obraje, Temascalcingo y Temoaya. Que de acuerdo a la Constitución del Estado, el 1 de enero de 1826, debe considerarse la erección de estos municipios y de su ayuntamiento.[cita requerida]
La división entre liberales y conservadores dejó un desagradable suceso en Ixtlahuaca. Encontrándose cerca de San Felipe del Obraje el brigadier liberal de la división de Michoacán, Miguel García Pueblita, le notificaron que en Ixtlahuaca se encontraba guarnecida una fuerza de conservadores. Se dirigió allá de inmediato, llegando el 18 de septiembre de 1858 a las diez de la mañana; a partir de ese momento se entabló el combate, que término a las 13:30 horas, en el cual el brigadier pueblita ganó la plaza. Se retiró después a la hacienda de Tepetitlán desde donde rindió su parte. 9 Durante la guerra de Reforma con frecuencia merodeaban el valle de Toluca e Ixtlahuaca las fuerzas al mando de Miramón, Márquez y González Ortega. Es Justo rescatar del anonimato la participación de valientes Ixtlahuaquenses que integraron la División del Estado de México en el episodio del 5 de mayo de 1862 de la Batalla de Puebla. 10 Durante el efímero imperio de Maximiliano, este hizo un recorrido por el Departamento de México al regresar del Bajío, pasado por Ixtlahuaca rumbo a la Ciudad de Toluca.[cita requerida]

### Porfiriato
Durante el Porfiriato hubo descontento en el pueblo por la nefasta actuación de los jefes políticos y el abuso de los hacendados con la clase indígena, teniéndolos como encasillados o gañanes, ya cansados de la esclavitud, la explotación y el endeudamiento con las tiendas de raya.[cita requerida]

### Revolución mexicana
La opresión de la clase menesterosa tuvo como consecuencia el inicio de la Revolución, que tuvo sus repercusiones en este lugar. En algunas ocasiones merodeaban esta jurisdicción fuerzas zapatistas, villistas y carrancistas.[cita requerida]

### Constitución política de 1917
En Ixtlahuaca repercutía el efecto de la inestabilidad política de los grupos revolucionarios, hasta el cambio definitivo que se dio con la aprobación y publicación de la Constitución Política de los Estados Unidos Mexicanos de 1917. Aprobada esta Constitución hubo elecciones en el Estado de México, resultando electo el general Agustín Millán como Gobernador, quien se encargó de reunir al Congreso Constituyente local, en el cual representaba al Distrito de Ixtlahuaca como diputado el señor Miguel Flores Mancilla.[cita requerida]

### El ferrocarril
Después de las convulsiones revolucionarias los habitantes de Ixtlahuaca vivieron en paz incorporándose a sus actividades agrícolas y comerciales. Las haciendas y los ranchos se encontraban en apogeo, se notaba mucha actividad y movimiento, las diligencias fueron sustituidas por el uso del ferrocarril que dio mucha vida y facilidades para el transporte de los productos agrícolas, ganaderos y forestales a los distintos marcados. Con el apoyo de la Revolución Mexicana se logró el reparto de tierra que dio origen a los ejidos.[cita requerida]

### Década de 1940: el abigeato
Hubo hasta fines de la década de los cuarenta cierta inestabilidad en la región en que proliferó el abigeato y desorden en las comunidades, después los vecinos tuvieron una vida de tranquilidad, orden, confianza y trabajo. Factores importantes en la economía de Ixtlahuaca y sus comunidades han sido la producción agrícola, forestal y el comercio, el auge de este último ha sido notorio, considerándose como la principal actividad que influyó sobremanera en el crecimiento del tianguis de los días lunes.[cita requerida]

### Finales delsigloXXe inicios delsigloXXI
La actual situación progresista cultural, social, política, económica, comercial, agrícola y deportiva de Ixtlahuaca, se debe al empeño y esfuerzo de sus autoridades y a la participación directa y continua de los habitantes de los poblados, que juntos, con recursos propios han resuelto sus necesidades y servicios más urgentes, para tener mejores condiciones de vida. Los edificios de la presidencia municipal, de las oficinas judiciales y administrativas, casa de cultura, centro universitario, hospital, cárcel, normal, secundarias, primarias, preescolares y rastro, son modernos de muy buena construcción amplios y funcionales. Se cuenta también con un mercado municipal y una terminal de autobuses.[cita requerida]
Pocos saben que Ixtlahuaca cuenta con una Preceptoria Regional de reintegración social para adolescentes, que tiene como finalidad la rehabilitación de jóvenes que han cometido conductas antisociales; además de que ayuda en instituciones educativas a la prevención del delito. También atiende los municipios de Jiquipilco, Jocotitlán, San Felipe del Progreso, San José del Rincón, Chapa de Mota, Villa del Carbón y por supuesto la Cabecera municipal, todo esto con la finalidad de evitar en la medida de lo posible que la juventud de la región sea víctima de la delincuencia.[cita requerida]